# Paweł Siestrzewitowski
Paweł Siestrzewitowski herbu Leszczyc – sędzia ziemski mielnicki, burgrabia grodzki mielnicki.
W 1764 roku wyznaczony komisarzem do pogłównego żydowskiego. Członek konfederacji Adama Ponińskiego w 1773 roku. Jako poseł ziemi mielnickiej na Sejm Rozbiorowy 1773–1775 wszedł w skład delegacji wyłonionej pod naciskiem dyplomatów trzech państw rozbiorczych, mającej przeprowadzić rozbiór. 18 września 1773 roku podpisał traktaty cesji przez Rzeczpospolitą Obojga Narodów ziem zagarniętych przez Rosję, Prusy i Austrię w I rozbiorze Polski.